# كاترين إيبارغوين
كاترين إيبارغوين مينا (بالإسبانية: Caterine Ibargüen Mena) هي عدائة وثب طويل ووثب ثلاثي ووثب عالي كولومبية ولدت في يوم 12 فبراير 1984 في مدينة أبارتادو في كولومبيا، أبرز إنجازاتها هو فوزها بالميدالية الذهبية في دورة الألعاب الأولمبية الصيفية 2016 في ريو دي جانيرو في الوثب الثلاثي محققة مسافة 14.52 ومتفوقة بذلك على على الفنزويلية يوليمار روخاس والكازاخستانية أولغا ريباكوفا صاحبة ذهبية دورة 2012 في لندن، في دورة الألعاب الأولمبية الصيفية 2012 في لندن تمكنت من تحقيق الميدالية الفضية، وفي سنة 2013 تمكنت من تحقيق الميدالية الذهبية في بطولة العالم لألعاب القوى 2013 في موسكو وحققت الميدالية الذهبية أيضاً في بطولة العالم لألعاب القوى 2015 في بكين وحققت الميدالية البرونزية في بطولة العالم لألعاب القوى 2011 في دايغو في كوريا الجنوبية، أفضل رقم شخصي لها في الوثب الثلاثي هو 15.31 الذي سجلته في سنة 2014 وفي الوثب الطويل سجلت 6.93 في سنة 2012.

## روابط خارجية
- كاترين إيبارغوين على موقع الاتحاد الدولي لألعاب القوى (الإنجليزية)
- كاترين إيبارغوين على موقع الدوري الماسي (الإنجليزية)
- كاترين إيبارغوين على موقع اللجنة الأولمبية الدولية (الإنجليزية)
- كاترين إيبارغوين على موقع أوليمبيديا (الإنجليزية)